# 思恕堂
思恕堂位于中国安徽省黄山市徽州区潜口镇蜀源村，建筑面积2450平方米。2012年6月21日公布为安徽省文物保护单位。